# Marie Boehlen
Marie Boehlen, née le 19 octobre 1911 et morte le 30 novembre 1999 à Berne, est une avocate suisse.
Marie Boehlen ressent profondément l'injustice de l'exclusion des femmes de la participation politique et de leur statut de mineures sur le plan politique par rapport aux hommes.
Elle s'engage de manière passionnée pour l'égalité politique des femmes à Berne, en travaillant au sein de la commission juridique de l'Alliance des organisations féminines suisses et en tant que députée au Grand Conseil. Depuis 1942, elle milite pour rémunérer les femmes siégeant dans les commissions communales, soulignant que la simple éligibilité « passive » des femmes n'est pas suffisante.
En 1945, elle préside le "Comité d'action pour la collaboration de la femme dans la commune", évitant délibérément le terme "droit de vote".

## Biographie
Marie Boehlen voit le jour le 19 octobre 1911 à Riggisberg. Elle est la fille de Rudolf Boehlen et de Rosa Urfer. Sa mère fait face à des difficultés à la suite de son premier mariage avec un homme alcoolique, la laissant seule pour élever ses enfants. Après le second mariage de sa mère avec un petit paysan et forgeron, Marie grandit à Riggisberg dans la ferme familiale, aux côtés de cinq frères et sœurs.
Elle manifeste une grande sensibilité à l'injustice, et ce sentiment est particulièrement marqué lorsqu'elle a quatorze ans et prend conscience de l'exclusion de sa mère, qui était propriétaire et dirigeante d'une ferme, de la participation à la vie communale, cantonale et fédérale.

### Études
Elle décroche un diplôme de maîtresse secondaire et achève sa maturité à l'Humboldtianum en 1933. L'année suivante, elle exerce la profession de professeure d'allemand dans une famille d'officiers à Alger pendant six mois. Rapidement, elle découvre l'existence de bourses d'études pour les États-Unis, décide de soumettre sa candidature et réussit à en décrocher une. Elle traverse donc l'Atlantique à bord d'un ancien navire de transport de troupes. Pendant une année, Marie Boehlen poursuit ses études à l'université de Syracuse, située dans l'État de New York.
À son retour en Suisse, elle se lance dans des études de droit à l'université de Berne, obtenant son diplôme de juriste bernoise en 1939,, puis complète son parcours académique avec un doctorat en 1951.
Malgré l'obtention de son diplôme d'avocate et ses succès académiques, elle se heurte à la réalité de son époque : en postulant pour un poste d'attaché social au Département politique fédéral (aujourd'hui le Département fédéral des affaires étrangères), elle reçoit une réponse succincte : « Les femmes ne sont embauchées que comme secrétaires. ».

### Carrières
Elle prend la décision assez tôt de rester célibataire sans enfants afin de mener une carrière professionnelle et politique.

#### Secrétaire juriste
De 1943 à 1956, elle commence sa carrière professionnelle en tant que secrétaire juriste à la préfecture de Berne,. Ce poste lui est attribué non pas grâce à la recommandation d'un conseiller d'État, mais simplement parce que le candidat masculin initialement choisi s'est désisté à la dernière minute. Elle fait face à la discrimination de genre dès l'entretien d'embauche quand le préfet lui fait comprendre qu'elle n'aurait jamais accès au poste de premier secrétaire, légèrement mieux rémunéré. Ce poste est et restera réservé aux hommes.

#### Juge des mineurs
Entre 1957 et 1971, Marie Boehlen occupe le poste de juge pour mineurs à la ville de Berne, devenant ainsi la première femme en Suisse à exercer cette fonction à plein temps. Elle initie des changements progressistes dans le système de justice pénale des mineurs en remettant en cause la validité des peines conventionnelles comme les amendes et la détention.
Elle introduit une approche réformatrice qui privilégie le travail d'intérêt général en tant que mesure réparatrice au lieu de punitive. Cette approche contribue à façonner le droit pénal suisse, ce qui mène à l'adoption du travail d'intérêt général dans la réforme du Code pénal suisse en 1971.
Après avoir quitté son rôle d'avocate pour les mineurs en 1971, elle publie un commentaire influent sur le droit pénal des mineurs suisse. Son analyse critique des maisons d'éducation souligne la nécessité de réformes pour améliorer leur rôle dans l'intégration sociale des jeunes. Son travail est reconnu comme un engagement exceptionnel enraciné dans la justice et la démocratie.

#### L'une des premières députées communales bernoises
À l'âge de 60 ans, elle prend sa retraite pour entrer dans la politique institutionnelle après avoir consacré plusieurs décennies de sa vie à la lutte pour le suffrage féminin. En entrant au conseil de ville de Berne, où elle représente le parti socialiste, en 1971, elle est l'une des premières Bernoises élues députées communales.
« Je n'ai pu vivre ma passion - la politique - qu'à l'âge de 60 ans » déclare-t-elle.
De 1974 à 1986, elle est membre du Grand Conseil bernois.
À la suite de l'inscription du principe d'égalité entre les sexes dans la Constitution fédérale, Marie Boehlen propose au Grand Conseil la création d'un état-major cantonal consacré aux questions féminines. Cependant, cela se traduit par la mise en place d'une commission extraparlementaire, "Égalité des droits entre la femme et l'homme", présidée par Marie Boehlen et composée de 19 membres. Leur mission consiste à examiner la législation cantonale à la recherche d'inégalités entre les sexes. En 1984, la commission soumet un dossier complet avec des propositions de modifications pour les lois nécessitant une révision.

### Engagements

#### Membre de l'Association suisse pour le suffrage féminin
Entre 1941 et 1945, Marie Boehlen rejoint l'Association suisse pour le suffrage féminin et préside le comité d'action pour la collaboration des femmes au niveau communal bernois.

#### Membre du Parti socialiste
En 1945, elle entre au Parti socialiste et préside les Femmes socialistes suisses de 1966 à 1971,.
Sans héritier, Marie Böhlen règle sa succession dix ans avant son décès, léguant une partie de ses biens aux Femmes socialistes suisses.

#### Membre de la commission juridique de l'Alliance de sociétés féminines suisses
De 1949 à 1966, elle préside la commission juridique de l'Alliance de sociétés féminines suisses.

#### Membre de la Commission suisse de l'Unesco
De 1957 à 1967, elle est membre de la Commission suisse de l'Unesco. Elle dirige le département de l'éducation des adultes.

### Mort
Marie Boehlen s'éteint à Berne le 30 novembre 1999, en présence d'un unique homme, le petit-fils de son frère, lors de ses funérailles. Bien qu'elle ait principalement vécu à Berne tout au long de sa vie, elle exprime le vœu que ses cendres soient dispersées dans son village natal de Riggisberg.
Un hommage lui est également rendue dans le magazine Femmes suisses et le Mouvement féministe.

## Prix et distinctions
En reconnaissance de son rôle dans l'instauration du droit de vote des femmes et l'ajout de l'article sur l'égalité des droits dans la Constitution fédérale, ainsi que pour son travail pionnier dans le domaine du droit pénal des mineurs, Marie Boehlen est honorée du prix Ida Somazzi en 1985 et du prix Trudy Schlatter en 1995.

## Œuvres
- (de) Marie Boehlen, Das Jugenderziehungsheim als Faktor der sozialen Integration, P. Haupt, 1983, 478 p. (ISBN 3258032718)
- Marie Boehlen, Jeunesse et délinquance, Rüegger, 1988, 455 p.
- (de) Marie Boehlen, Eine kleine Geschichte des Frauenstimmrechts in der Schweiz., Sozialdemokratischen Frauengruppen der Schweiz, 1955, 2e éd.
- (de) Marie Boehlen, Die soziale Stellung der Frau in der Schweiz : Materialien zu: Die Stellung der Frau im öffentlichen Leben

Par Marie Boehlen · 1956, Verlag nicht ermittelbar, 1956
- (de) Marie Boehlen, Bildungszentren in den Gemeinden : Ergebnisse einer Umfrage, Nationale Schweizerischen UNESCO-Kommision ; Schweizerische Vereinigung für Erwachsenenbildung, 1964
- (de) Marie Boehlen, Verena Jost et Margrith Bigler-Eggenberger, In einträchtigem Zusammenwirken ... : Vorschläge und Erläuterungen zur Revision des Familienrechtes im ZGB, Sauerländer, 1968, 27 p.
- (de) Marie Boehlen, Zum Leitbild der Frau, Verlag nicht ermittelbar, 1970d'après une conférence donnée à Radio Berne, le 19 août 1970
- (de) Marie Boehlen, Ist Strafe unbedingt notwendig? : die Verpflichtung zu einer Arbeitsleistung im revidierten schweizerischen Jugendstrafrecht, Sauerländer, 1974, 62 p. (ISBN 3794107063)
- (de) Marie Boehlen, Kommentar zum schweizerischen Jugendstrafrecht, Stämpfli, 1975, 315 p. (ISBN 3727290676)
- (de) Marie Boehlen, Andrea Hämmerle, Bernhard Haffke, Eduard Naegeli, Otto Wullschleger, Religiöse Erziehung und Jugendkriminalität : Grundlagen religiöser Sozialisation am Beispiel ehemaliger Anstaltszöglinge, Sauerländer, 1976, 214 p.
- (de) Marie Boehlen, Frauen im Gefängnis : ihr Werdegang und ihre Bewährung, Rüegger, 2000, 320 p. (ISBN 3725306613)